# Stevo Žigon
Stevo Žigon (Lubiana, 8 dicembre 1926 – Belgrado, 28 dicembre 2005) è stato un attore e regista jugoslavo di origine slovena.
Suo padre era originario di Volčji Grad, presso Comeno, la madre apparteneva alla comunità slovena di Trieste. Fino al 1922 abitavano a Trieste, che dovettero lasciare a causa dell'ascesa al potere del fascismo in Italia. Emigrarono a Lubiana, allora parte del Regno dei Serbi, Croati e Sloveni, dove nel 1926 nacque Stevo.
Nel 1937 iniziò a frequentare il ginnasio. Nel 1942 si iscrisse alla Lega della Gioventù Comunista di Jugoslavia (SKOJ). Dal dicembre 1943 a maggio 1945 fu internato nel Campo di concentramento di Dachau. Nel 1945 si diplomò al ginnasio. Nel 1946 si iscrisse all'Accademia per il teatro, radio cinema e televisione di Lubiana, dal 1946 al 1948 studiò all'Istituto Teatrale di Stato di Leningrado e nel 1951 si diplomò con il ruolo di Marchbanks nella Candida di George Bernard Shaw all'Accademia Teatrale di Belgrado. Dal 1948 lavorò al Teatro Drammatico Jugoslavo diretto da Bojan Stupica. Lavorò a Belgrado fino alla pensione, nel 1982.

## Premi e riconoscimenti
- Red zaslug za ljudstvo (1951)
- Sedmojulijska nagrada SR Srbije  (1963)
- Zlata arena na filmskem festivalu v Pulju (1970)

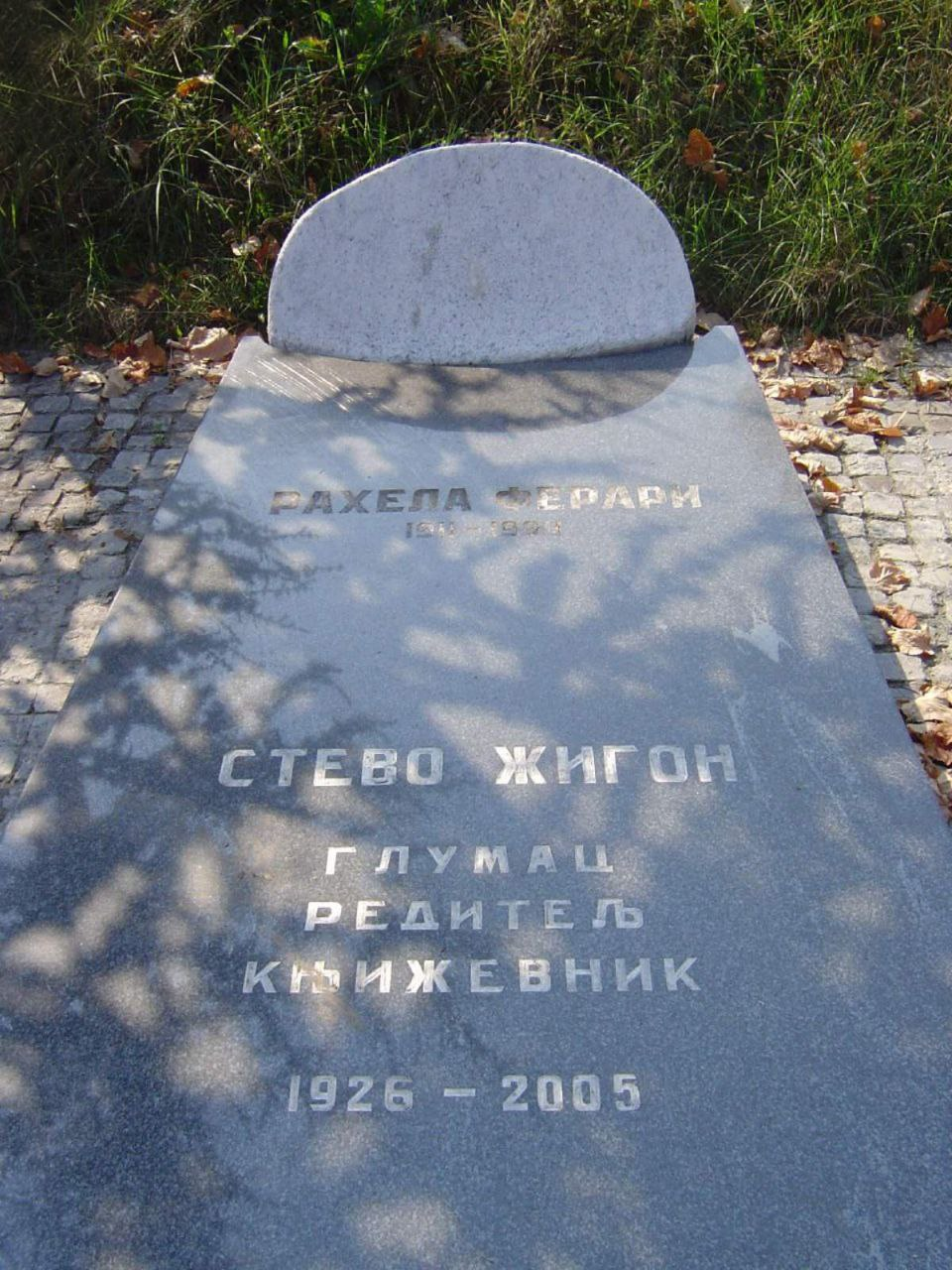
La tomba di Žigon e di R. Ferari

- Red dela z zlatim vencem (1974)

## Filmografia parziale
- Čudotvorni mač (1950)
- Crveni cvet (1950)
- Vrnil se bom (1957)
- Kala (1958)
- Pet minuta raja (1959)
- Oxygen (1970)
- Otpisani (1974)
- Povratak otpisanih (1976)
- Deseti brat (1984)